# 程朱三夫子祠
程朱三夫子祠是安徽省黄山市屯溪区篁墩村历史上的一座重要历史建筑，由候选道徐麒珄继承父志，独资在篁墩修建，用于祭祀程颢、程頤、朱熹三位理学大师。以示推崇程朱理学的本源来自篁墩，号称“程朱阙里”、“洛闽溯本”。据程敏政考证，程颢、程頤是河南洛阳人，籍貫徽州篁墩，朱熹生于福建，祖籍徽州篁墩。
程朱三夫子祠选址在富仑山麓，朱氏徽州始祖朱师古墓前。开工于乾隆二十三年（1758年），完成于乾隆二十五年（1760年）。祠堂规模宏大，前后分为四进，南北进深达77米，面阔五开间，东西宽度32米，左右还建有学舍和官厅。祠堂大门前有一对石狮子（狻猊）。
程朱三夫子祠前，曾立有高大的程朱阙里坊，由岩寺湖田移建。1761年，光禄寺少卿吴炜奏请题匾，乾隆帝御笔题名“程朱阙里”、“洛闽溯本”，规模大于歙县许国石坊（全国重点文物保护单位），已毁于文化大革命。2019年6月1日，篁墩村挖掘出已买在地下51年的横梁等大量的石牌坊构件，包括镌刻有“洛闽溯本”“乾隆御笔之宝”等字的构件残体，均运送到由程氏统宗祠改建的篁墩小学内存放，以待今后复原。

2021年，“程朱阙里——洛闽溯本”石坊修缮工程、延寿桥、三夫子祠复建工程完工。